# 유어 프렌즈
유어 프렌즈(Your Friends)는 일본에서 제작된 히로키 류이치 감독의 2008년 드라마 영화이다. 이시바시 안나 등이 주연으로 출연하였다.

## 출연

### 주연
- 이시바시 안나
- 키타우라 아유
- 요시타카 유리코
- 후쿠시 세이지
- 모리타 나오유키

### 조연
- 에모토 토키오
- 하나에
- 미야자키 요시코
- 나카무라 마미
- 오모리 나오
- 타구치 토모로오

## 제작진
- 원작자: 시게마츠 기요시
- 조명: 토미야마 메이조
- 미술: 야마시타 슈지